# 조덕환
조덕환(1953년 9월 28일 ~ 2016년 11월 14일)은 대한민국의 음악가이다.

## 개요
포크 록 밴드 들국화의 창단 구성원 중 한 사람이자 기타 주자였으나, 나중에 음악적 차이로 이 밴드를 떠난다.

## 활동
들국화의 인기곡 '아침이 밝아올 때까지', '세계로 가는 기차' 등을 작곡했다.

## 사망
2016년 11월 14일, 신촌 세브란스병원에서 십이지장암으로 사망했다.